# Gabeca Volley Monza
Gabeca Volley Monza war ein italienischer Männer-Volleyballverein aus Monza in der Provinz Monza und Brianza (Region Lombardei), der in der italienischen Serie A spielte. 2012 wurde er aufgelöst.
Gabeca Volley Monza wurde 1975 in Carpenedolo gegründet und zog 1986 nach Montichiari um. Seit 1987 spielten die Männer in der höchsten italienischen Spielklasse „Serie A1“. Der Verein hatte viele verschiedene (Sponsor-)Namen, so z. B. Eurostyle Montichiari, Gabeca Montichiari oder Acqua Paradiso Montichiari. Die erfolgreichsten Jahre waren die frühen 1990er, als Gabeca im Europapokal der Pokalsieger zweimal Erster und einmal Dritter wurde. 2009 erfolgte der Umzug nach Monza, wo man bis 2012 als Acqua Paradiso Monza Brianza antrat. 2011/12 erreichte Monza im europäischen CEV-Pokal das Halbfinale, in dem man gegen Dynamo Moskau ausschied.

## Bekannte ehemalige Spieler
- Jimmy George
- Luciano De Cecco
- Facundo Conte
- Maurício Lima
- Marcelo Negrão
- Jewgeni Mitkow
- Semjon Poltawski
- Plamen Konstantinow
- Wenzeslaw Simeonow
- Nikola Grbić
- Andrija Gerić
- Dejan Bojović
- Miloš Nikić
- Ryan Millar
- Donald Suxho
- Stefan Hübner
- Marcus Popp
- Lorenzo Bernardi
- Cristian Savani
- Marco Meoni
- Michele Pasinato
- Alessandro Paparoni
- Damiano Pippi
- Francesco Dall’Olio
- Ferdinando De Giorgi
- Simone Buti
- Marcello Forni
- Salvatore Rossini
- Reinder Nummerdor
- Jan Posthuma
- Guido Görtzen
- Ronald Zoodsma
- Robert Horstink
- Mikko Esko
- Urpo Sivula
- Sean Rooney